# Lingbi
Lingbi, tidigare romaniserat Lingpi, är ett härad i Suzhous stad på prefekturnivå i provinsen Anhui i östra Kina.
Lingbi är indelat i 13 köpingar, sex socknar och en administrativ enhet på sockennivå.
Köpingar (zhen):

- Chaoyang (朝阳镇)
- Fengmiao (冯庙镇)
- Gaolou (高楼镇)
- Huangwan (黄湾镇)
- Huigou (浍沟镇)
- Lingcheng (灵城镇)
- Louzhuang (娄庄镇)
- Weiji (韦集镇)
- Xialou (下楼镇)
- Yangtuan (杨疃镇)
- Yinji (尹集镇)
- Youji (游集镇)
- Yugou (渔沟镇)

Socknar (xiang):

- Chantang (禅堂乡)
- Dalu (大路乡)
- Damiao (大庙乡)
- Xiangyang (向阳乡)
- Yuji (虞姬乡)
- Zhuji (朱集乡)

Område på sockennivå:
- Lingbi Xian Jingji Kaifaqu ekonomisk utvecklingszon(灵璧县经济开发区)